# Nagano Undōkōen Sōgō Undōjō Sōgō Shimin Pool
Die Nagano Undōkōen Sōgō Undōjō Sōgō Shimin Pool (jap. 長野運動公園総合運動場総合市民プール, Nagano undōkōen sōgō undōjō sōgō shimin pūru, deutsch etwa: „Sportpark, Sportplatz und städtisches Schwimmbad Nagano“) wurde für die Olympischen Winterspiele 1998 im Stadtteil Yoshida in Nagano, Japan errichtet. Es ist auch unter seinem ursprünglichen vorläufigen Namen Ice Hockey B Kaijō (アイスホッケーB会場, Aisu hokkē B kaijō, dt. „Eishockeyhalle B“) und aufgrund seiner Form als Aqua Wing (アクアウィング, akua wingu, dt. „Wasserflügel“) bekannt.

## Geschichte
Die Bauarbeiten an der Arena begannen am 12. Oktober 1995, eröffnet wurde das Stadion schließlich im September 1997. Damit war es die als letzte eröffnete Wettkampfstätte der anstehenden Spiele. Errichtet wurde das Stadion auf dem Gelände eines zuvor abgerissenen öffentlichen Schwimmbads, die Grundfläche der Arena beträgt 13.500 m². Während der Olympischen Spiele betrug die offizielle Kapazität der Halle 6.000 Zuschauer, diese wurden jedoch nach der Großveranstaltung, ebenso wie die Eisfläche, wieder entfernt. 
Heute wird das Bau mit schließbarem Dach als Schwimm- und Wassersprung-Zentrum genutzt. Es bietet gegenwärtig noch 2.000 Zuschauerplätze und besitzt ein 50-Meter- und ein 25-Meter-Schwimmbecken sowie eine Sprunganlage. Es können internationale Wettbewerbe u. a. im Schwimmen, Wasserball oder Synchronschwimmen ausgetragen werden.
Neben der Eishockeyhalle B wurde für die Spiele die Eishockeyhalle A errichtet, die den Spitznamen Big Hat erhielt.